# Louis Jean Baptist Bachelier
Louis Jean Baptist Bachelier (Le Havre, 11 marzo 1870 – Saint-Malo, 28 aprile 1946) è stato uno statistico e matematico francese.

## Biografia
Figlio di un mercante di vino e di una figlia di un importante banchiere, rimase orfano prima di terminare gli studi, assieme alla sorella di 3 anni. Dopo aver adempiuto al servizio militare, terminò gli studi, arrivando alla Sorbonne nel 1892.

Famoso per i suoi studi sul moto browniano osservato prima di lui da Jan Ingenhousz e Robert Brown scrisse la sua prima trattazione matematica nel 1900, Théorie de la spéculation, la tesi di laurea. Nell'occasione uno dei suoi professori era Henri Poincaré.
Quando Einstein sviluppò le equazioni del moto browniano non sapeva che un modello matematico simile era già stato elaborato dal giovane dottorando francese Louis Bachelier.